# Souleymane Oulare
Souleymane Oulare (Conakry, 16 ottobre 1972) è un ex calciatore guineano, di ruolo attaccante.

## Palmarès

### Club

#### Competizioni nazionali
- Coppa del Belgio: 1

Genk: 1997-1998
- Campionato belga: 1

Genk: 1998-1999